# Cachopo
Cachopo é uma povoação portuguesa sede da Freguesia de Cachopo do Município de Tavira, freguesia com 197,56 km² de área e 471 habitantes (censo de 2021), tendo, por isso, uma densidade populacional de 2,4 hab./km², o que lhe permite ser classificada como uma Área de Baixa Densidade (portaria 1467-A/2001).
A Freguesia de Cachopo está situada na zona serrana do Município de Tavira, mais concretamente na Serra do Caldeirão. Fez parte do concelho de Alcoutim até cerca de 1836.
A economia da freguesia tem por base a agricultura de sequeiro, a pecuária, a apicultura e a produção de cortiça.

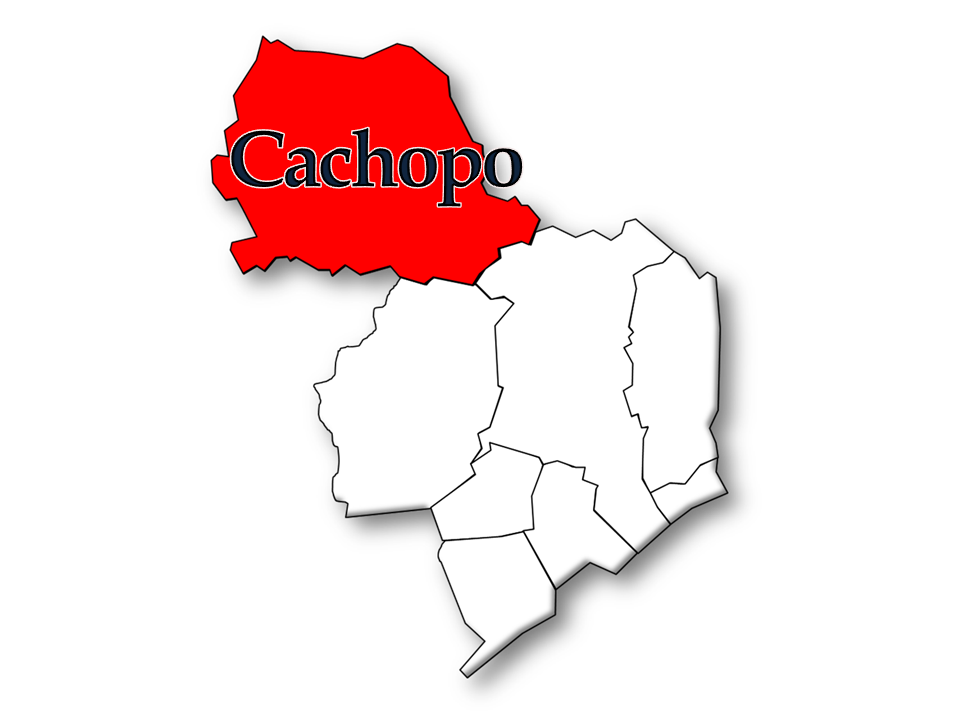
Localização da Freguesia de Cachopo no Município de Tavira

## Demografia
Apesar de representar 32% da área do município, não existe correspondência em termos demográficos, apresentando a freguesia de Cachopo apenas 1,7% da população total municipal.
As características da pirâmide etária de Cachopo revelam um envelhecimento acentuado quer na base quer no topo, com um peso maioritário da população com mais de 65 anos (50% do total da população), e um peso reduzido de população com menos de 30 anos. Em 2001, o peso da população inserida neste grupo etário representava 14% do total da população residente. A população com mais de 65 anos era dez vezes superior à população com menos de 15 anos.
A população registada nos censos foi:
| Ano  | 0-14 Anos | 15-24 Anos | 25-64 Anos | > 65 Anos |
| 2001 | 50        | 66         | 392        | 518       |
| 2011 | 28        | 28         | 223        | 437       |
| 2021 | 18        | 14         | 133        | 306       |

## Património
- Arqueosítio do Cerro do Cavaco
- Igreja Matriz de Santo Estêvão
- Anta da Masmorra